# 近江通信
近江通信（おうみつうしん）とは近江通信舎が運営している、日本語のブログ形式のニュースサイトである。
国外サイトの記事や動画の翻訳、国内ニュースなどの記事を掲載している。

## 沿革
- 2018年1月1日 - サービス開始。

## エピソード

### 一部の撮り鉄が駅員の胸倉を掴んだことに関する批判記事を掲載し炎上
2021年8月24日、一部の撮り鉄が駅員へ暴行をしたとして記事を掲載。Twitterでは撮り鉄への差別感情を煽る行為であると批判が集まり炎上する騒動が発生。記事の筆者のTwitterにはTwitterのダイレクトメール機能で批判が寄せられるもそれを筆者はそれを公開するという行為に出てさらに炎上した。